# 地尔硫䓬
地尔硫䓬（英語：Diltiazem），又名硫氮䓬酮或哈氮䓬，化學名称為“(2S-顺)-(+)-5-[2-(二甲氨基)乙基]-2-(4-甲氧基苯基)-3-(乙酰氧基)-2，3-二氢-1，5-苯并硫氮䓬-4(5H)-酮”。

## 化学式
- 分子式：C22H26N2O4S
- 分子量：414.53
- 组分含量：C 63.74%，H 6.32%，N 6.76%，O 15.44%，S 7.74%

## 药理毒理
地爾硫卓是一種有效的血管擴張劑，通過強烈抑制房室結傳導增加血流量並可變地降低心率。[17]化學上，它基於1,4- 硫氮雜環，使其成為苯並硫氮雜型鈣通道阻滯劑。
它是冠狀動脈和外周血管的血管擴張劑，可降低外周阻力和後負荷，但不如二氫吡啶（DHP）鈣通道阻滯劑那樣有效。這導致最小的反射性交感神經變化。
地爾硫卓具有負性肌力作用， 。這意味著地爾硫卓導致心肌收縮力下降，心率降低 - 由於竇房結緩慢，以及通過房室結傳導減慢- 增加每次搏動所需的時間。這些效果中的每一種都導致心臟的氧消耗減少，從而減輕心絞痛症狀。這些效果還通過減少泵出的血液來降低血壓。

## 适应症
- 用于各型心绞痛，室上型心律失常，轻至中度原发性高血压。

## 用法用量
- 30–60 mg/次。每日3次。
- 用于心律失常时，可每日4次口服。
- 用于高血压时，给予120-240 mg/日，分3-4次服药。

## 不良反应
- 头晕、头痛、心动过缓、怠倦、乏力感。
- 肝功能异常。
- 过敏反应。
- 胃肠道反应。

## 禁忌
- Ⅱ度以上房室传导阻滞或房窦传导阻滞的患者，重度心动过缓患者，孕妇禁用。

## 注意事项
- 须逐渐减量停药。
- Ⅰ度房室传导阻滞患者慎用。

## 药物相互作用
- 可与抗高血压药、β-阻滞剂、罗芙木碱制剂或地高辛发生相互作用。

## 药物分类
- 循环系统药物 Circulatory System Agents
- 钙通道阻滞剂 Calcium Channel Blockers
- 钙拮抗药

## 外部連結
- U.S. National Library of Medicine: Drug Information Portal – Diltiazem（页面存档备份，存于）